# Page Four
Page Four er et dansk boyband fra København bestående af de fire medlemmer: Stefan Hjort (f. 1998), Lauritz Emil Christiansen (f. 1998), Jonas Schwanenflügel Eilskov Jensen (f. 1996), og Pelle Højer Pedersen (f. 11 april 1997). Gruppen blev dannet i starten af 2014 og fik hurtigt mange Facebookfølgere, som følge af deres online-upload af coverversioner af danske sange. I november, 2014 skrev gruppen pladekontrakt med Sony Music Entertainment Denmark. Page Four udmærkede sig ved at være det første boyband, der sang på dansk.
Deres fans bliver kaldt Pagers
.
Singlen "Sommer" blev skrevet sammen med Tim McEwan, Theis Andersen og Søren Ohrt Nissen. Sangen røg direkte ind som nr 1 på den danske iTunes og opnåede også en placering på Europe Official Top 100. Gruppens tre første singler opnåede desuden alle en placering i top 15 på den danske singlehitliste Tracklisten.
I 2018 annoncerede boybandet at de stoppede med at lave musik sammen og at deres forårstour blev den sidste tour.[kilde mangler]
Den 13. juni 2023 annoncerede bandet at de genopstår via et opslag på instagram.

## Diskografi

### Album
| År   | Single      | Topplacering |
| År   | Single      | DK           |
| ---- | ----------- | ------------ |
| 2016 | "Page Four" | 7            |

### Singler
| År   | Single                      | Topplacering | Topplacering |
| År   | Single                      | DK           | Europe       |
| ---- | --------------------------- | ------------ | ------------ |
| 2014 | "Du og jeg - Magi i luften" | 10           |              |
| 2015 | "Sommer"                    | 14           | 99           |
| 2015 | "Fucking Smuk"              | 14           |              |
| 2016 | "17 år"                     |              |              |
| 2016 | "Kommet for at blive"       |              |              |
| 2016 | "Holder fast"               |              |              |
| 2016 | "Hun har"                   |              |              |
| 2017 | "Bedre end din eks"         | 17           |              |
| 2017 | ”Koldt Udenfor”             |              |              |
| 2023 | "Du hader mig"              |              |              |